# Ахниг
Ахниг (лезг.Ахниг) — село в Курахском районе Дагестана. Входит в состав сельского поселения Сельсовет «Кутульский».

## Географическое положение
Расположено на реке Кукиркам в 19 км к юго-востоку от районного центра с. Курах.

## Население
| 1895 | 1926 | 1939 | 1970 | 1989 | 2002 | 2010 |
| ---- | ---- | ---- | ---- | ---- | ---- | ---- |
| 442  | ↘300 | ↗326 | ↘165 | ↘45  | ↗80  | ↘21  |
| 2021 |      |      |      |      |      |      |
| ↗30  |      |      |      |      |      |      |

Моноэтническое лезгинское село.